# 哈尔满
哈尔满是一种β-咔啉类生物碱，化学式C12H10N2。它存在于烟草燃烧物中，由色氨酸产生，其含量为0.7~3.6 μg/香烟。它也存在于小果咖啡、茶树等植物中。